# Testaankoop
Testaankoop (Frans: Testachats) is een consumentenorganisatie in België. Deze organisatie stelt zich ten doel consumentenbelangen te behartigen. De organisatie werd in 1957 opgericht door Louis Darms, bijgestaan door een aantal vrijwilligers, onder wie Hugues du Roy de Blicquy, Jean Kufferath, en aan Vlaamse zijde de universiteits-professoren Guido Fauconnier en Willy van Rijckeghem. Gedurende de eerste dertig jaar werd Testaankoop geleid door Gilbert Castelain. Hij werd in 1990 opgevolgd door Armand DeWasch, in 2010 door Benoît Plaitin, en in 2016 door Ivo Mechels. 
Inmiddels was de organisatie sedert 2013 uitgegroeid tot de multinational Euroconsumers die consumentenbladen uitgeeft in België, Brazilië, Italië, Portugal en Spanje en de tweede grootste is ter wereld, na Consumers Union in de Verenigde Staten. Deze tijdschriften publiceren regelmatig resultaten van vergelijkend warenonderzoek en wijzen een beste koop aan die volgens de uitgevoerde tests de beste kwaliteit-prijsverhouding heeft. Al wie via het internet advies verlangt van Testaankoop wordt meteen aangespoord zich te abonneren. 

## Waarden en normen
Naar eigen zeggen is Testaankoop een onafhankelijk bedrijf dat geen reclame of publicaties bevat, hun beleid wordt volgens hen altijd vanuit een wetenschappelijke en wettelijke context gevoerd.

## Nederland
Ook in Nederland bestaat een dergelijke organisatie, de Consumentenbond, uitgever van de Consumentengids.

Testaankoop en de Consumentenbond werken nauw samen in het kader van de Europese lobbygroep BEUC.